# Kannauj
Kannauj là một thành phố và là nơi đặt ban đô thị (municipal board) của quận Kannauj thuộc bang Uttar Pradesh, Ấn Độ.

## Địa lý
Kannauj có vị trí 27°04′B 79°55′Đ / 27,07°B 79,92°Đ Nó có độ cao trung bình là 139 mét (456 feet).

## Nhân khẩu
Theo điều tra dân số năm 2001 của Ấn Độ, Kannauj có dân số 71.530 người. Phái nam chiếm 53% tổng số dân và phái nữ chiếm 47%. Kannauj có tỷ lệ 58% biết đọc biết viết, thấp hơn tỷ lệ trung bình toàn quốc là 59,5%: tỷ lệ cho phái nam là 64%, và tỷ lệ cho phái nữ là 52%. Tại Kannauj, 15% dân số nhỏ hơn 6 tuổi.